# Synetic GmbH
Synetic GmbH era uma empresa alemã de jogos eletrônicos especializada em jogos de corrida. A empresa foi fundada em 1996 em Gütersloh por cinco ex-membros da Ascaron. Todos os cinco membros originais ainda trabalhavam para a empresa até que a empresa foi liquidada em 6 de maio de 2014. Embora a empresa com sua equipe de oito funcionários fosse bastante pequena e seus jogos fossem virtualmente desconhecidos fora da Alemanha, seus títulos estão entre as corridas mais populares jogos na Alemanha e estão consistentemente entre os jogos mais vendidos da Alemanha.
Embora originalmente desenvolvesse apenas jogos para PCs com Windows, os lançamentos posteriores da Synetic (começando com o Mercedes Benz World Racing de 2003) também estavam disponíveis para uma seleção de consoles.
Em 31 de março de 2014, a Synetic encerrou a produção de jogos eletrônicos.